# Mizushima San’ichirō
Mizushima San’ichirō (japanisch 水島 三一郎; * 21. März 1899 in Tokio; † 3. August 1983 ebenda) war ein japanischer Physikochemiker, der ein Pionier der Raman-Spektroskopie war (mit Arbeiten ab den 1920er Jahren) und Pionier der organischen Physikalischen Chemie in Japan.
Mizushima wurde für den Nobelpreis für Chemie 1962 und 1964 nominiert.

## Leben
Mizushima war der Sohn eines wohlhabenden Händlers für Kimono-Stoffe. Er erhielt eine gute Ausbildung, sollte aber eigentlich in das Familiengeschäft einsteigen. Als dieses weniger gut florierte, studierte er an der Universität Tokio Chemie, sein Lieblingsfach an der Schule. Er machte 1923 seinen Abschluss bei dem Physikochemiker Katayama Masao, dessen Assistent er wurde. Seine erste Arbeiten lieferten eine Bestätigung der Debye-Theorie der Temperatur- und Frequenzabhängigkeit dielektrischer Eigenschaften polarer Moleküle und seine Experimente fanden Erwähnung in Debyes Monographie Polare Moleküle von 1929. Für seine Experimente entwickelte er Radiosender, mit denen er die von ihm untersuchten Makromoleküle bestrahlte. 1927 wurde er Assistenzprofessor und ging 1929 bis 1931 an die Universität Leipzig zu Peter Debye. 1938 wurde er Nachfolger von Katayama als Professor für Physikalische Chemie in Tokio. Außerdem forschte er für das RIKEN. 1959 wurde er emeritiert (wie damals üblich mit 60) und ging dann in die Industrieforschung. Er gründete und leitete das Forschungslabor in Tokio des Stahlunternehmens Yahata.
Er verband in den 1930er Jahren verschiedene Formen von Spektroskopien (Infrarot, mit Radiowellen, Raman-Spektroskopie, Elektronenbeugung) zur Untersuchung organischer Moleküle und fand um 1936 Rotations-Isomerie um C-C-Einfachbindungen (von ihm 1940 gauche genannt) und später in weiteren Einfachbindungen wie C-O, C-N, C-S und S-S. Dies führte bald nach dem Zweiten Weltkrieg zu Einladungen in die USA, zum Beispiel 1951 an die University of Notre Dame, wo er auch Gastprofessor wurde. Ebenfalls nach dem Krieg wandte er sich der Proteinchemie zu. 1961 wurde er mit dem Kulturorden ausgezeichnet. 1962 wurde er in die American Academy of Arts and Sciences gewählt, 1970 in die National Academy of Sciences.
Über seine Frau war er mit der kaiserlichen Familie verwandt (sie war eine Tante von Kaiserin Michiko).

## Schriften
- Raman Effect, in Handbuch der Physik, Band 26, 1958
- Structure of Molecules and Internal Rotation, Academic Press 1954
- A history of physical chemistry in Japan, Annual Review of Physical Chemistry, Band 23, 1972, S. 1–14
- The Scientific Papers of Professor S. Mizushima, Universität Tokio 1959

## Anmerkung
1. ↑  Mizushima war katholisch, weshalb ihm diese katholische Universität zusagte.